# Viridovipera
Genre
Viridovipera est un genre de serpents de la famille des Viperidae. 

## Répartition
Les espèces de ce genre se rencontrent dans le sud de l'Asie.

## Description
Ce sont des serpents venimeux.

## Liste des espèces
La classification Reptile Database reconnaît les espèces suivantes :
- Viridovipera gumprechti (David, Vogel, Pauwels & Vidal, 2002)
- Viridovipera medoensis (Zhao, 1977)
- Viridovipera stejnegeri (Schmidt, 1925)
- Viridovipera truongsonensis Orlov, Ryabov, Thanh & H Cuc, 2004
- Viridovipera vogeli (David, Vidal & Pauwels, 2001)
- Viridovipera yunnanensis (Schmidt, 1925)

## Publication originale
- (en) Malhotra, & Thorpe, 2004 : A phylogeny of four mitochondrial gene regions suggests a revised taxonomy for Asian pitvipers (Trimeresurus and Ovophis). Molecular Phylogenetics and Evolution, vol. 32, n. 1, p. 83–100.